# 高斗階
高斗階（？—？），字六平，浙江寧波府鄞縣人，清朝政治人物。

## 生平
明朝崇禎十五年（1642年）壬午科浙江鄉試舉人，清朝順治十五年（1658年）戊戌科進士。授福建福州府推官，調廣東潮州府推官。